# Concorso Internazionale Pianistico di Valencia Premio Iturbi
Il Concorso Internazionale Pianistico di Valencia Premio Iturbi (anche chiamato José Iturbi Concorso Pianistico Internazionale) è un concorso pianistico internazionale che si tiene a Valencia e prende il nome dal virtuoso José Iturbi, nato a Valencia. 
Creato nel 1981, si tiene da allora nel mese di settembre e fa parte della World Federation of International Music Competition. Dopo quattro edizioni annuali nel 1986 diventò un concorso biennale. Nel 2004 il Palau de la Música di Valencia sostituì il Teatro Principal della città come sede della competizione. Nel 2013 il concorso fu trasformato in una periodicità triennale. La competizione consiste di cinque turni, come mostrato nella tabella qui sotto. Il premio ha sempre compreso un premio in denaro, recital e impegni orchestrali e un contratto discografico. A partire dal 2013 il vincitore riceve 18000 € in contanti. In due occasioni, 1982 e 1992, non fu assegnato un primo premio.
L'Orchestra di Valencia partecipa alle finali.

## Vincitori
| Anno | 1º premio           | 2º premio                                          | 3º premio               |
| ---- | ------------------- | -------------------------------------------------- | ----------------------- |
| 1981 | Elza Kolodin        | Edson Elias                                        | Hüseyin Sermet          |
| 1982 | Non assegnato       | Non assegnato                                      | Michel Gal              |
| 1983 | Patrick O'Byrne     | Youri Pochtar                                      | Mary Kathleen Ernst     |
| 1984 | Christian Beldi     | Non assegnato                                      | Non assegnato           |
| 1986 | Rowena Arrieta      | Emiko Kumagai                                      | Yumiko Urabe            |
| 1988 | Igor Kamenz         | Brenno Ambrosini                                   | Jovianney Emmanuel Cruz |
| 1990 | Aleksej Orloveckij  | ?                                                  | ?                       |
| 1992 | Non assegnato       | ?                                                  | Marijana Gurkova        |
| 1994 | Miri Yampolsky      | Mauricio Vallina                                   | Atsuko Seki             |
| 1996 | Uta Weyand          | Jenny Lin                                          | Jung-Eun Kim            |
| 1998 | Duncan Gifford      | -                                                  | -                       |
| 2000 | Roman Zaslavsky     | Ángel Sanzo                                        | Sheila Arnold           |
| 2002 | Maria Zisi          | Severin von Eckardstein Maria Stembolskaya (ex-a.) | Non assegnato           |
| 2004 | Aleksandr Mutuzkin  | Jean-Frédéric Neuburger                            | Ingmar Schwindt         |
| 2006 | Josu de Solaun Soto | Valentina Igošina                                  | Andrej Jarošinskij      |
| 2008 | Zhengyu Chen        | Soyeon Kim                                         | Marianna Prjevalskaja   |
| 2010 | Andrej Jarošinskij  | Arta Arnicane                                      | Aleksej Lebedev         |
| 2012 | Tomoaki Yoshida     | Il'ja Maksimov                                     | Tetjana Šefran          |
| 2015 | Luka Okros          | Viviana Lasaracina                                 | Aleksandra Jablczyńska  |
| 2017 | Fatima Dzusova      | Chon Sae-yoon                                      | Jorge Nava              |